# Linux
Линукс (енгл. Linux, IPA:   рачунарски је оперативни систем сличан Јуниксу, састављен и развијен у складу с принципима слободног софтвера. Главни део Линукса је језгро Линукса (такозвани кернел), или централни део оперативног система чију је прву верзију развио Линус Торвалдс 1991. године. Само језгро оперативног система постало је доступно јавности 5. октобра 1992. године, када је постављено на FTP сервер Универзитета у Хелсинкију.
Постоје четири главна дела оперативног система Линукс. Први део је језгро оперативног система или кернел. Други део чине придружени програми за рад са системом, као што су алатке за управљање датотекама, уређивање текста, математику, програмирање, обраду звука, слике, видео-записа итд. Трећи дио чине корисничке љуске, које представљају основни начин за рад са системом преко командне линије. Четврти дио чини графички систем X, који обезбјеђује рад са прозорима, менијима, иконама и другим елементима карактеристичним за данашња графичка корисничка окружења.
Линукс је првобитно представљен као слободни оперативни систем за рачунаре засноване на 32-битној Интел x86 серији микропроцесора. Од тада је пребачен на више рачунарских платформи него иједан други оперативни систем. Линукс је главни оперативни систем на серверима, мејнфрејм рачунарима и суперрачунарима: више од 90% данашњих највећих суперрачунара користи неку верзију линукса, укључујући 10 најбржих. линукс такође ради на микросистемима у којима је оперативни систем обично уграђен у уређај. То су на примјер мобилни телефони, таблет рачунари, мрежни усмјеривачи, телевизори и конзоле за игру. Оперативни систем Андроид је такође изграђен на бази линуксовог језгра.
Развој линукса један је од најбољих примјера сарадње на пројекту слободног софтвера. Изворни код програма може свако да користи, мијења и дистрибуира комерцијално или некомерцијално, под слободним лиценцама као што је ГНУ-ова општа јавна лиценца. Линукс је обично дистрибуиран у облику линуксове дистрибуције, која укључује језгро и хиљаде пратећих програма. На овај начин се обезбјеђује користан радни систем одмах по инсталацији.
Неке познатије дистрибуције су Дебијан, Убунту, Федора и СУСЕ линукс.
Дистрибуција са графичким окружењем за рад (радном површином) обично има подршку за прозорски систем Икс и графичко окружење као што је Гном или КДЕ, или за мање хардверске захтјеве LXDE или Xfce. Серверске дистрибуције често немају графичко окружење, али укључују друге специфичне програмске пакете као што су серверски пакет Апач и SSH сервер као што је OpenSSH. Пошто се линукс може слободно дистрибуирати, свако може направити дистрибуцију по својим потребама. Програми који се често користе на линуксовим системима су интернет прегледач Мозила фајерфокс, канцеларијски пакет Либреофис и уређивач слика Гимп.
Пошто је већина системских алатки и датотека оригинално потекла из пројекта ГНУ, којег је 1983. започео Ричард Столман, Задужбина за слободни софтвер радије користи име ГНУ/линукс.

## Историја

### Јуникс
Оперативни систем Јуникс је замишљен и створен 1969. у Бел лабораторијама фирме AT&T, САД. Главни творци били су Кен Томпсон, Денис Ричи, Даглас Мекелрој и Џо Осана. Систем је први пут представљен 1971. и био је у потпуности написан у асемблерском програмском језику, што је била честа пракса тога времена. Године 1973, у пионирском покушају, Јуникс је поново написан у програмском језику C, напорима Дениса Ричија, осим самог језгра и кода за рад с улазно-излазним уређајима (због брзине рада тих критичних дијелова система). Присуство оперативног система написаног у вишем програмском језику омогућило је лакши прелазак на различите рачунарске системе. Због правне нејасноће која је принуђавала AT&T да лиценцира оперативни систем свакоме ко би то затражио, јуникс је брзо растао и постао је широко прихваћен у академским институцијама и предузећима. Године 1984, дошло је до подјеле фирме AT&T и Белових лабораторија. Пошто више није било правних препрека, Белове лабораторије су почеле да продају јуникс као приватни софтверски производ.

### ГНУ
Пројекат ГНУ, којег је 1983. започео Ричард Столман, имао је за циљ стварање потпуног софтверског система који би био сагласан с јуниксом и који би се састојао искључиво од слободног софтвера. Рад на потпуно слободном ГНУ систему почео је 1984. године. Касније, 1985, Столман је основао Задужбину за слободни софтвер и написао је ГНУ-ову општу јавну лиценцу током 1989. До раних деведесетих, многи програми потребни у оперативном систему (програмске библиотеке, компилатори, уређивачи текста, љуска јуникса и графички систем) били су завршени. Недостајали су критични делови као што су везници за уређаје, системске услуге (софтверски демони), и само језгро система. Пошто ГНУ није имао употребљиво језгро ни 1991. године, Линус Торвалдс је почео да програмира своје језгро оперативног система. Највише су га на то натјерали недостатак употребљивог ГНУ језгра, знатна ограничења Миникса и његова релативно висока цијена, као и нејасан правни статус BSD јуникс варијанти.

### BSD
Развој оперативног система 386BSD, из којег су се касније развили NetBSD и FreeBSD, почео је пре 1992, дакле пре Линукса, али је био успорен и отежан правним потешкоћама око лиценцирања имена и кода Јуникса, од кога су касније потекле остале варијанте BSD јуникса.
Уз то, почетна цена за коју је 386BSD продаван 1992. износила је 995 америчких долара.

### Миникс
Миникс је релативно једноставни минимални оперативни систем сличан јуниксу, којег је створио Ендру Таненбаум. Направљен је за сврхе образовања у рачунарским наукама. Почевши од треће верзије, Миникс 3 је слободни софтвер и преправљен је за „озбиљну“ употребу.
Током 1991. године, док је похађао Универзитет у Хелсинкију, Линус Торвалдс је показао интересовање за начин рада оперативних система и фрустриран проблемом слободног лиценцирања Миникса – који је омогућавао само употребу у образовне сврхе, недостатком ГНУ језгра и правним проблемима с варијантама BSD јуникса, почео је да ради на свом властитом оперативном систему, који је на крају постао језгро линукса.
Торвалдс је започео развој линуксовог језгра на платформи Миникс, и програми написани за Миникс су такође првобитно коришћени и на линуксу. Касније је линукс сазрео и даљи развој линукса се наставио на самим линуксовим системима. ГНУ програми су исто тако брзо замијенили све Миниксове делове, пошто је било у интересу пројекта да користи слободни код из ГНУ пројекта. Торвалдс је сам иницирао прелаз с изворне лиценце за линукс (која је забрањивала комерцијалну употребу) на лиценцу ГНУ ГПЛ. Програмери су даље радили на томе да саставе ГНУ-ове делове с линуксовим језгром да би се створио и даље развијао потпуно функционалан и слободан оперативни систем.

### Раст популарности
Данас се линуксови системи користе у свим подручјима употребе, од микроконтролера до суперрачунара, и осигурали су мјесто у серверским инсталацијама, често као дио популарног програмског пакета ЛАМП (Linux/Apache/MySQL/Perl/Python/PHP). Кориштење линукса на стоним рачунарима је у порасту. Такође је порасла популарност линукса код многих локалних и националних управа и влада. Федерална влада Бразила је позната по својој подршци линуксу. Новости о томе како руска војска прави сопствену линуксову дистрибуцију показале су се као тачне, и пројекат је завршен под називом G.H.ost. Индијска држава Керала је обавезала све средње школе да користе линукс на својим рачунарима. Кина користи искључиво линукс као оперативни систем за своју Лунгсун (Loongson) породицу микропроцесора да би постигла технолошку независност. У Шпанији су неке регије развиле сопствене линуксове дистрибуције и исте се широко користе у образовању и службеним институцијама. Примјери су Гнулинекс (gnuLinEx) у Екстремадури и Гуадалинекс (Guadalinex) у Андалузији. Португал користи властиту линуксову дистрибуцију Каиша мажика (Caixa Mágica), која се користи у нетбук рачунару Магалхаес (Magalhães) и у државном програму образовања е-ескола (e-escola). Француска и Њемачка исто тако у све већој мјери усвајају слободни оперативни систем линукс.
Линуксове дистрибуције су исто постале популарне на нетбук рачунарима, са многим уређајима који долазе са преинсталираним прилагођеним дистрибуцијама. Такви су на примјер ASUS Eee PC и Acer Aspire One.

### Тренутни развој
Линус Торвалдс наставља да управља развојем линуксовог језгра. Ричард Столман је на челу Задужбине за слободни софтвер, која подржава линукс са ГНУ-овим деловима. Појединци и корпорације развијају и не-ГНУ делове. Они се састоје од великог броја програма, програмских библиотека и докумената, у језгру и ван њега. Дистрибутери линуксових дистрибуција и заједнице програмера и добровољаца сакупљају све то у цјелину. Затим дистрибуирају језгро линукса, ГНУ-ове и не-ГНУ-ове делове са додатним програмима, у виду линуксових дистрибуција.

## Структура
Линуксов систем је модуларни оперативни систем сличан јуниксу. Већи дио структуре је заснован на принципима јуникса створеним током седамдесетих и осамдесетих година. Систем користи монолитно језгро које се стара о контроли програмских процеса, периферним уређајима и приступу датотекама. Управљачки програми су интегрисани с језгром или уписани у меморију по потреби док систем ради.
ГНУ-ов кориснички простор је важан дио већине линуксових система и обезбјеђује стандардне C датотеке, корисничку љуску и многе корисне алатке које извршавају разноврсне задатке. Графичко окружење које већина линуксових система користи је засновано на основи имплементације система X Window.

### Корисничко окружење
Корисници управљају Линуксовим системом преко командне линије, графичког радног окружења или преко контрола прикључених на спољашње уређаје (често код микроконтролерских система).
За обичне корисничке системе, обично се користи графичко радно окружење, а командна линија (најчешће bash, csh, или sh љуска) је доступна преко програма за емулирање терминала или преко виртуелних конзола. Већина главних линуксових делова користе искључиво командну линију за рад, пошто је подесна за извођење понављајућих или временски одвојених задатака, и обезбјеђује једноставну интерпроцесну комуникацију. Графички терминалски емулатор се често користи да би се приступило командној линији и из графичког окружења. Командна линија је традиционални начин рада са линуксовим и јуниксовим системима.
Најпопуларнија графичка радна окружења су КДЕ, Гном, и Xfce, иако постоји десетине алтернативних окружења. Већина их је заснована на систему X Window, често званом само „X“. Он обезбјеђује мрежну транспарентност и омогућава да се графички приказ с једног система прикаже на другом.
Друга графичка окружења се могу сврстати у једноставне X window управљаче. У ту групу спадају FVWM, Enlightenment и Window Maker, који обезбјеђују основну функционалност. Управљач прозорима обезбјеђује начин за контролу размјештаја и изгледа појединих апликационих прозора, и врши интеракцију са системом X Window. Графичка окружења укључују управљаче прозорима као дио својих стандардних инсталација (Матер за Гном, Квин за КДЕ, Xfwm за Xfce у јануару 2012) иако корисници могу да користе други управљач, ако то желе.

## Развој
Главна разлика између линукса и многих других оперативних система данашњице је да су линуксово језгро и многи пратећи делови оперативног система бесплатни софтвер отвореног кода. Линукс није једини такав систем, али је од таквих система линукс у најширој употреби.
Неке слободне лиценце за софтвер засноване су на принципу копилефта, који је врста реципроцитета: сваки рад изведен из софтвера под копилефтом мора исто и сам да постане копилефт софтвер. Најчешћа софтверска лиценца, ГНУ ОЈЛ, једна је од форми копилефта, и користи се за линуксово језгро и за многе делове пројекта ГНУ.
Линуксове дистрибуције су направљене и са циљем лаке интероперабилности с другим оперативним системима и са устаљеним рачунарским стандардима. Линуксови системи прате ПОСИКС (POSIX) стандард, SUS, ISO, и ANSI стандарде гдје је то могуће. Упркос томе само једна линуксова дистрибуција је добила ПОСИКС (POSIX.1) сертификат, Linux-FT.
Слободни софтверски пројекти, иако су развијени на принципу сарадње, су често независни један од другог. Чињеница да софтверске лиценце дозвољавају редистрибуцију, обезбјеђује основу за велике пројекте који сакупљају софтвер који су произвели мањи пројекти. Затим се ово објављује и чини свима доступно у виду линуксове дистрибуције.
Дистрибуција линукс, често скраћено названа „дистро“, је колекција софтверских пакета која је слободно доступна за снимање на диск и каснију инсталацију на рачунар. Ово дозвољава кориснику да прилагоди оперативни систем својим потребама. Дистрибуције одржавају појединци, лабави тимови, добровољне организације и комерцијални ентитети. Дистрибуција има претподешену конфигурацију линуксовог језгра, сигурности система, и софтверских пакета у јединствену кохерентну цјелину. Дистрибуције типично користе посебне програме да би се олакшала инсталација софтверских пакета. Ти такозвани менаџери пакета (package manager) су на примјер dpkg, Synaptic, YAST, или Portage. Они омогућују инсталацију, уклањање и освјежавање (update) системског софтвера из једне централне локације.

### Заједница
Дистрибуцијом углавном управља развојни тим и заједница корисника. Неке групе развијају и финансирају дистрибуције на добровољној бази. Једна од највећих таквих дистрибуција је Дебијан. Друге групе имају бесплатну верзију за заједницу, и комерцијалну верзију за корпорације. Такве дистрибуције су на примјер Федора (раније Ред хет линукс) и openSUSE.
У многим градовима и регионима локална удружења као што су групе корисника линукса настоје да промовишу своју изабрану дистрибуцију и преко ње слободни софтвер. Одржавају састанке и обезбјеђују бесплатне демонстрације, тренинг, техничку подршку и инсталацију оперативног система за нове кориснике. Многе интернет заједнице такође обезбјеђују подршку линуксовим корисницима и програмерима. Већина дистрибуција и бесплатних софтверских пројеката користе ИРЦ и интернет странице с вијестима. Форуми су још једно мјесто за помоћ, а као примјери се могу навести LinuxQuestions.org и специфични форуми за поједине дистрибуције. Такође постоје и дописне листе, често разгранате по одређеним темама.
Постоји доста технолошких сајтова којима је линукс главни тематски фокус. Штампани магазини често укључују ЦД или DVD са софтвером или комплетним линуксовим дистрибуцијама.
Иако су линуксове дистрибуције обично доступне бесплатно, неколико већих корпорација продаје, подржава и доприноси развоју системских делова и слободног софтвера. Анализа линуксовог језгра од децембра 2008. до јануара 2010. показала је да је у том периоду 75% доприноса језгру дошло од програмера који раде за корпорације, 18% од добровољаца и 7% је непознатог поријекла. Неке од већих корпорација које доприносе су Дел, IBM, Хјулет-Пакард, Оракл, Сан Мајкросистемс (сад дио Оракл корпорације), Новел и Нокија. Неке корпорације, као Ред хет и Новел, изградиле су значајан посао заснован на подршци линуксовим дистрибуцијама.
Разне софтверске лиценце на којима су поједини софтверски пакети засновани експлицитно дозвољавају и охрабрују комерцијализацију. Однос између линуксове дистрибуције као цјелине и појединих снабдјевача се може посматрати као симбиоза. Чест пословни модел комерцијалних снабдјевача је наплаћивање за техничку подршку, нарочито од пословних корисника (предузећа). Неке компаније такође нуде и специјализовану пословну верзију своје дистрибуције, која додаје небесплатне пакете и алате да би се олакшала многострука инсталација или административни задаци.
Још један пословни модел је давање бесплатног софтвера да би се продао хардвер који иде уз њега. Ово је раније била норма у рачунарској индустрији, с оперативним системима као што су CP/M, Apple DOS и верзијама Mac OS-а прије 7.5 које су биле слободне за умножавање (али не и за мењање). Пошто су рачунари постали стандардизованији (и јефтинији) током осамдесетих година, постало је теже за произвођаче да профитирају с овим приступом, пошто би оперативни систем радио и на истој хардверској архитектури другог произвођача.

### Програмирање на линуксовом систему
Већина линуксових дистрибуција подржава програмирање на десетинама програмских језика. Оригиналне развојне алатке кориштене за стварање програма и самог оперативног система се могу наћи у ГНУ-овом алатном ланцу (GNU toolchain), који укључује ГНУ-ову збирку компилатора (GNU Compiler Collection, GCC) и ГНУ-ов систем за израду (GNU build system). Између осталог, ГЦЦ обезбјеђује компилаторе за програмске језике ада, C, C++, јава и фортран. Први пут представљен 2003, пројекат назван Low Level Virtual Machine обезбјеђује алтернативни компилатор слободног кода за многе језике. Неслободни компилатори за линукс укључују Интел C++ компилатор, Сан стјудио и IBM XL C/C++ компилатор. Бејсик у форми сличној вижуал бејсику је исто подржан у језицима гамбас, FreeBASIC и XBasic.
Већина дистрибуција такође нуди подршку за PHP, перл, руби, пајтон и друге динамичке програмске језике. Иако мање заступљен, линукс исто подржава и програмске језике C# (преко софтвера Моно), вала и Scheme. Јавина виртуелна машина и пратећи развојни алати исто раде на линуксу, укључујући и оригинални Сан мајкросистемс ЈВМ (Хотспот) и IBM J2SE RE. Подржани су и разни пројекти слободног кода као што су Кафе и JikesRVM.
Гном и КДЕ су популарна графичка радна окружења и обезбјеђују платформу за развој корисничких програма. Ти пројекти су респективно засновани на алаткама GTK+ и Qt. Оба подржавају широк избор програмских језика. Постоји и низ интегрисаних развојних окружења као што су Анџута, Code::Blocks, Кодлајт, Еклипс, Џини, Комодо едит, К-девелоп, Лазарус, Монодевелоп, Нетбинс, Qt Creator и Омнис стјудио. Старији али и даље знатно кориштени уређивачи текста Вим и Имакс су и даље популарни.

## Употреба
Дистрибуције могу бити специјализоване за стоне рачунаре, сервере, за подршку рачунарским архитектурама, минијатурне микроконтролерске системе, стабилност, сигурност, локализацију за поједине језике или регионе, посебне корисничке групе, примјене у стварном времену (real-time applications) итд. Надаље, неке дистрибуције намјерно укључују само слободни софтвер. У овом тренутку, постоји преко триста дистрибуција на којима се активно ради. Од тих, десетак дистрибуција је у најширој употреби.
Линуксово језгро је прилагођено за рад на великом броју рачунарских архитектура: од малих ARM процесора до великих мејнфрејм система IBM System z9. Уређаји покривају распон од мобилних телефона до суперрачунара. Специјализоване дистрибуције постоје за мање раширене архитектуре. ЕЛКС језгро (ELKS kernel) може да ради на Интел 8086 или Интел 80286 16-битним микропроцесорима, док језгро Микроклинукса може да ради на системима без јединице за управљање меморијом. Језгро линукса је чак прилагођено да ради и на системима који су замишљени да користе само оперативни систем од произвођача, као што су Макинтош рачунари с процесорима PowerPC и Интел, лични дигитални помоћници (PDA), видео-конзоле, преносни музички уређаји и мобилни телефони.
Постоји неколико индустријских удружења и хардверских конференција посвећених одржавању и побољшању подршке за широки спектар хардвера под линуксом. Једно од тих је FreedomHEC.

### Стони рачунари
Популарност линукса на стандардним стоним рачунарима и лаптопима се повећавала током година. Тренутно, већина дистрибуција укључује и графичко радно окружење, с окружењима Гном, Јунити и КДЕ плазма десктоп као најпопуларнијима.
Особине линукса на стоним рачунарима су контроверзна тема. Тако је 2007. године Кон Коливас оптужио линуксову заједницу за оптимизацију перформанси језгра на серверима, и запостављање стоних рачунара. Због овога је напустио даљи развој линуксовог језгра. Након тога је дао интервју у којем је разоткрио своја мишљења о развоју линукса.Послије тога, уложен је значајан труд да би се побољшала искуства корисника на стоним линуксовим системима. Пројекти као што су Апстарт и systemd, на примјер, раде на скраћивању времена за подизање система.
Многи популарни кориснички програми су доступни за велику већину оперативних система. Тако Мозила фајерфокс, OpenOffice.org, Либреофис и Блендер имају верзије за све веће оперативне системе. Надаље, неки програми су првобитно развијени за линукс (као Пиџин и Гимп), а касније су прилагођени за друге оперативне системе као што су Windows и Mac OS због своје популарности. Уз то, растући број неслободних програма за стоне рачунаре има и верзију на линуксу. На пољу анимације и визуелних ефеката, већина сложених софтверских пакета, као што су Аутодеск маја, Софтимаж и Епл шејк, постоје у верзијама за линукс, Windows и/или за Mac OS X. Постоје и игре за линукс које производи неколико компанија. Најчешће су то прераде наслова прављених за Windows.
Многе врсте програма доступних на Windows-у и Mac OS-у су исто присутни на линуксу. Често постоји слободан програм који дуплицира функционалност с другог оперативног система, или постоји верзија тог програма која ради на линуксу (као Скајп) и неке линуксове видео-игре. Надаље, пројект Вајн обезбјеђује ниво сагласности с Windows-ом, што омогућава да се неизмјењени Windows програми могу покретати и на линуксовим системима. Програм Кросовер је неслободно рјешење засновано на Вајну које подржава покретање и рад са Microsoft Officeом, програмима Intuit Quicken и Intuit QuickBooks, Адоби фотошоп до верзије CS2, и играње игара као што су World of Warcraft и Team Fortress 2. У другим случајевима, када нема еквивалентног линуксовог софтвера у неким областима као што је стоно издаваштво (desktop publishing) и професионална обрада звука, постоји софтвер са сличном функционалношћу.
Колаборативна природа развоја слободног софтвера дозвољава и језичку локализацију коју спроводе дистрибуирани тимови појединаца, у случајевима гдје то не би било исплативо за комерцијалне фирме. Тако је на примјер верзија Кнопикса за сингалешки језик била доступна знатно прије него што је Windows XP преведен на сингалешки језик. У овом случају је локална група (Lanka Linux User Group) одиграла велику улогу у развоју локализираног система, комбинујући знање универзитетских професора, лингвиста и локалних програмера.
Инсталација, ажурирање и уклањање софтвера у линуксу се типично врши преко управљача пакетима као што су Синаптик, PackageKit, и Yellow dog Updater. Већина већих линуксових дистрибуција има ризнице са десетинама хиљада пакета (програма спремних за инсталацију), али многи додатни софтверски пакети се не налазе у службеним ризницама. Ово је чест случај за неслободне софтверске пакете. Због тога, корисници могу да инсталирају пакете из неслужбених ризница, сниме већ спремне софтверске пакете са веб страница, или да сами саставе програм преко изворног кода. Све ове методе имају различити ниво тежине за извођење. Састављање изворног кода може бити захтјеван процес за почетнике, али то је ријетко и потребно у модерним линуксовим дистрибуцијама.
- Гномова љуска
- Графичко радно окружење КДЕ-а
- Графичко радно окружење Јунитија
- LXDE

### Сервери, мејнфрејм рачунари и суперрачунари
Линуксове дистрибуције се већ дуже користе као серверски оперативни системи, и врло су проминентни у тој улози. Компанија Неткрафт (Netcraft) је у септембру 2006. објавила да осам од десет најпоузданијих интернет хостинг компанија користи линуксове дистрибуције на својим серверима. Од јуна 2008. Линуксове дистрибуције су заузимале пет мјеста од првих десет, FreeBSD три од десет, и Windows двије од десет. Од фебруара 2010, линуксове дистрибуције држе шест од првих десет мјеста, FreeBSD 2 од 10, и Microsoft Windows једно од десет.
Линуксове дистрибуције чине основу ЛАМП-овог (енгл. Linux, Apache, MySQL, Perl/PHP/Python) серверског софтверског пакета који је постигао популарност међу развојним тимовима, и који је један од најчешћих платформи за послуживање (хостинг) веб-сајтова.
Дистрибуције линукса су постале доста популарне и на мејнфрејм рачунарима, највише захваљујући цијени и слободном софтверском моделу. У децембру 2009, из рачунарског гиганта IBM-а (IBM) је напоменуто да ће углавном рекламирати и продавати Enterprise Linux Server за линукс рачунаре.
Надаље, линуксове дистрибуције се често користе и као оперативни системи суперрачунара. Тако је новембра 2010. године, од пет стотина најбржих система 459 (91,8%) користило неку линуксову дистрибуцију. линукс је исто одабран као оперативни систем за најмоћнији свјетски рачунар IBM Секвоја (IBM Sequoia), који је испоручен 2011.

### Линукс на уграђеним системима и микроконтролерима
Због своје ниске цијене и лаке прилагодљивости, линукс се користи и на микроконтролерима, и на специјализованим и преносним уређајима. Андроид оперативни систем (заснован на линуксовом језгру) је постао значајан супарник Нокијином старијем оперативном систему Симбијан кориштеном у многим паметним телефонима. Током трећег квартала 2010, 25,5% проданих паметних телефона је користило Андроид (а све линукс варијанте су имале 27,6% укупног тржишта у том тренутку). Мобилни телефони и лични дигитални помоћници (PDA) са линуксом су постали знатно чешћи од 2007. Примјери укључују телефоне Нокија N810, Openmoko Neo1973, и Моторола ROKR E8. Настављајући овај тренд, Палм (Palm) (касније преузет од Хјулет-Пакарда) је створио нови оперативни систем базиран на линуксу, Веб-ОС, који је уграђен у нову линију Palm Pre паметних телефона. Популарни TiVo дигитални видео-снимач (видео-рекордер) такође користи прилагођену верзију линукса. Такав је случај и са неким мрежним усмјеривачима (рутерима) и фајерволима (firewalls) од Сиска (Cisco) и Линксиса (Linksys). Музичке радне станице Korg OASYS, Korg KRONOS, Yamaha Motif XS/Motif XF, Yamaha S90XS/S70XS, Yamaha MOX6/MOX8 синтисајзери, Yamaha Motif-Rack XS синтисајзери-генератори тона, и Roland RD-700GX дигитални клавир исто користе линукс. Линукс се исто користи и за контролне системе, као на примјер за освјетљавање позорница у WholeHogIII систему.

### Удио на тржишту
Многа квантитативна истраживања слободног софтвера се фокусирају на питања удјела на тржишту и поузданости. Многа од тих истраживања специфично истражују линукс у том погледу. Тржиште за линукс нагло расте, а приходи од сервера, стоних рачунара и софтвера који ради под линуксом су по неким предвиђањима премашили 35,7 милијарде америчких долара до 2008.
Корпорација за међународне податке (International Data Corporation, IDC) је 2007. објавила извештај са податком да линукс држи 12,7% укупног тржишта за сервере у том тренутку. Ова процјена је била заснована на броју линуксових сервера који су продале разне компаније, и није укључивала сервере на којима је линукс инсталиран касније. У септембру 2008, директор Мајкрософта Стив Балмер признао је да 60% веб-сервера користи линукс, док 40% користи Windows Server.
Засновано на статистикама приступа са сервера, разне компаније су извршиле процјене да се удио линукса на стоним рачунарима креће од мање од 1% до 4,8%. Ради упоређивања, Мајкрософтови системи су држали више од 85% 2007. године.
У марту 2012. године, по статистикама интернет сајта W3Counter, оперативни системи засновани на линуксу били су инсталирани на 1,76% рачунара, разне Windows верзије на 76,7%, а Еплови оперативни системи на 14,04% рачунара. Статистика је вршена бројањем броја приступа на 56.000 сајтова.
Аналитичари и заговарачи линукса приписују релативни успјех линукса његовој сигурности, поузданости, ниској цијени и слободи од везања за поједине произвођаче софтвера и хардвера.
Емулатор Вајн дозвољава покретање многих Windows програма на линуксу. Око половина кода за Вајн је потекла од добровољаца, а другу половину су спонзорирали комерцијални интереси, као на примјер компанија Кодвиверс, која прави комерцијалну верзију Вајна. Од 2009. и Гугл је обезбједио нека новчана средства за даљи развој Вајна.
Пројекат Један лаптоп за свако дијете (OLPC XO-1 - XO laptop, One Laptop Per Child) ствара нову линуксову заједницу која би требало да укључи милионе дјеце и њихових породица у земљама у развоју. Већи донатори овог пројекта су компаније Гугл, Ред хет и Ибеј. Иако XO лаптопи имају оперативни систем Windows, углавном ће бити испоручени са Федором и користиће графичко окружење Шугар.
Линукс је већ годинама платформа за многе захтјевне задатке у филмској индустрији. Први већи филм направљен употребом линуксовог сервера био је Титаник из 1997. године. Од тада су већи филмски студији као што су Дримворкс анимејшон, Пиксар, Вета диџитал и Индастријал лајт енд меџик прешли на линукс. По изворима из Линукс мувиз група, више од 95% свих сервера и стоних рачунара у великим компанијама за анимацију и визуелне ефекте користи линукс.
Треба нагласити да копилефт лиценца не забрањује комерцијализацију и продају линукса, већ се она односи само на кôд програма који мора остати отворен и слободан. Тако Федора има двије дистрибуције: једну наплаћује и углавном продаје комерцијалним корисницима са специфичним захтјевима. Друга дистрибуција је потпуно слободна и бесплатна, углавном намијењена појединцима.

## Ауторска права, робна марка и назив
Линукс и већина ГНУ-ових програма су доступни под ГНУ-овом општом јавном лиценцом (ОЈЛ). Та лиценца тражи од свакога ко жели да дистрибуира линукс да дозволи да изворни код програма (и све њене измене) буде доступан даљим корисницима — под истим условима. Други делови софтверског система могу да користе друге лиценце. Тако многе програмске библиотеке користе ГНУ-ову мању општу јавну лиценцу (МОЈЛ), варијанту ОЈЛ с мањим ограничењима. Сервер X.org, имплементација прозорског система Икс, користи МИТ софтверску лиценцу.
Линус Торвалдс је својевремено изјавио да се линуксово језгро неће пребацити на верзију 3 ОЈЛ, већ ће остати на верзији 2. Он лично не воли неке одредбе у новој лиценци које забрањују кориштење софтвера у DRM (енгл. digital rights management) програмима. Исто тако би било тешко обезбиједити дозволу од свих носилаца ауторских права, који се броје у хиљадама.
Студија Ред хет линукса верзије 7.1 из 2001. је пронашла да је дистрибуција тада садржавала 30 милиона линија програмског кода. Користећи модел КОКОМО (енгл. COCOMO, Constructive Cost Model), студија је процјенила да је за ову дистрибуцију било потребно око осам хиљада година рада на развоју. Даље је процијењено да би то коштало око 1,08 милијарди америчких долара да је развој вршен на традиционални комерцијални начин у САД.
Већина кода (71%) написана је у програмском језику C, али су кориштени и многи други језици, укључујући C++, лисп, асемблерски језик, перл, пајтон, фортран и разни скриптни језици. Нешто преко половине свих линија кода је лиценцирано под ОЈЛ. Линуксово језгро је само по себи имало 2,4 милиона линија кода, или 8% од укупног броја линија кода у читавом линуксовом систему.
У каснијој студији из 2007. је направљена иста анализа за Дебијан ГНУ/линукс верзије 4.0.Ова дистрибуција је тада садржавала близу 283 милиона линија кода, и процијењено је да би требало око 73 хиљаде година и 7,17 милијарди америчких долара да би се ова дистрибуција произвела на конвенционални комерцијални начин.
У САД је име Линукс регистровано као робна марка а носилац је Линус Торвалдс. На почетку га нико није регистровао, али је 15. августа 1994. Вилијам Р. Дела Кроче Џуниор затражио регистрацију за робну марку Линукс, и затим је захтјевао новац од линуксових дистрибутера, пошто користе његову робну марку. Током 1996, Торвалдс и неке овим погођене организације су тужиле Дела Крочеа, да би се робна марка пребацила натраг на Торвалдса. Године 1997. је дошло до погодбе по којој Торвалдс преузима робну марку. Од тада се лиценцирање робне марке Линукс врши преко посебног института (енгл. Linux Mark Institute). Торвалдс је изјавио да је регистровао робну марку само да би спријечио неког другог да је злоупотријеби. Институт ЛМИ је на почетку наплаћивао мали износ за сублиценцирање имена, али је касније ово промијењено да би била понуђена бесплатна и вјечна свјетска подлиценца.

### ГНУ/линукс
Задужбина за слободни софтвер сматра да су линуксове дистрибуције које користе ГНУ софтвер у ствари ГНУ варијанте, и тражи да се такви оперативни системи зову ГНУ/линукс или ГНУ систем заснован на линуксу. Медији и свакодневно обраћање, међутим, користе једноставно име линукс, а то чини и већина линуксових дистрибуција (нпр. СУСЕ линукс и Мандрива линукс). Неке значајне дистрибуције, као што је Дебијан ГНУ/линукс, користе такав стил назива. Питање назива је и даље предмет контроверзи.

## Линукс на српском говорном подручју

### Статистике
Завод за статистику Републике Србије је 2011. године објавио да 18,3% од испитаних предузећа користи линукс, док је у банкама и осигуравајућим друштвима тај постотак знатно већи, и износи 57,9%.

### Популаризација
Постоји низ организација које популаризују линукс у Србији. Једна од њих је Мрежа за слободни софтвер – ФСН. Активна заједница постоји око линуксове дистрибуције Убунту, под називом Убунту Србија. На веб-сајту с вијестима групе<http://www.ubuntu-rs.org/category/vesti/>је тако најављена презентација Убунтуа 12.04, 28. априла 2012. у Дому омладине Београда.

### Локализација на српски језик
Већина линуксових дистрибуција подржава локализацију, тј. инсталирање додатних језика и писама у систем. Неке дистрибуције и програми су отишле и корак даље; само корисничко окружење и менији су преведени на више језика, чиме се омогућује рад и корисницима који не знају енглески. Домаћи пројекти који су произвели верзије линукса потпуно способне за рад на српском језику су, између осталих, cp6Linux на Електротехничком факултету, и локализација Федоре на Факултету организационих наука Универзитета у Београду.

### Подршка институција у Републици Српској
Подршка институција линуксу је нарочито запажена у Републици Српској. Тако је 4. јуна 2011. године објављено на сајту Дебијана да ће се конференција Дебконф 11 одржати у Бањалуци. Конференција је отворена 25. јула 2011, а говор је одржао и предсједник РС Милорад Додик, премијер Александар Џомбић и министар науке и технологије Јасмин Комић. Конференција је затворена 30. јула 2011. Стефано Зачироли, пројектни вођа пројекта Дебијан је изјавио: „Дебконф 11 у Бањалуци био је обострано сјајан и показао је многима од нас културу и дио свијета са којим нисмо били упознати. Вратићемо се поново!“